# Nancy Drew i tajemnice Hollywood
Nancy Drew i tajemnice Hollywood – amerykański film familijny, kryminał w reżyserii Andrew Fleminga z 2007 roku.

## Fabuła
Nancy Drew jest detektywem amatorem, dziewczyna wyjeżdża z ojcem do Los Angeles i odkrywa nieznane dowody w sprawie nierozwiązanej od lat zagadki śmierci gwiazdy filmowej.

## Obsada
- Emma Roberts – Nancy Drew
- Max Thieriot – Ned Nickerson
- Josh Flitter – Corky Veistein
- Tate Donovan – Carson Drew
- Rich Cooper – Charlie
- Rachael Leigh Cook – Jane Brighton
- Amy Bruckner – Bess Marvin
- Barry Bostwick – Dashiel Biedermeyer
- Kay Panabaker – George Fayne
- Laura Harring – Dehlia Draycott
- Caroline Aaron – Barbara Barbara
- Daniella Monet – Inga Veinstein
- Kelly Vitz – Trish